# Род Парадо
Ро́д Парадо́ (фр. Rod Paradot; нар. 1996) — французький актор. Лауреат французької національної кінопремії «Сезар» 2016 року як Найперспективніший молодий актор.

## Біографія
Род Парадо народився в Стені в сім'ї водопровідника. Отримав свідоцтво про професійну підготовку (фр. Certificat d'aptitude professionnelle, CAP) столяра. Став відомим завдяки виконанню головної ролі важкого підлітка Малоні у фільмі режисерки Еммануель Берко «Молода кров» (2014), де його партнерами виступили Катрін Денев та Бенуа Мажимель. Стрічку було обрано для відкриття 68-го Каннського кінофестивалю 13 травня 2015 року. У лютому 2016 року Род Парадо отримав за роль у фільмі нагороду кінопремії «Сезар» у категорії «Найперспективніший актор».

## Фільмографія
| Рік  | Назва       | Оригінальна назва | Режисер         | Роль            |
| ---- | ----------- | ----------------- | --------------- | --------------- |
| 2014 | Молода кров | La Tête haute     | Еммануель Берко | Малоні Феррандо |

## Визнання
| Кінофестиваль у Кабурі |                          |             |          |
| 2015                   | Приз «Перше побачення»   | Молода кров | Перемога |
| Премія «Люм'єр»        |                          |             |          |
| 2016                   | Найкращий молодий актор  | Молода кров | Перемога |
| Премія «Сезар»         |                          |             |          |
| 2016                   | Найперспективніший актор | Молода кров | Перемога |